# Shiori Itō
Shiori Itō (Kanagawa, 1989) é uma jornalista e cineasta japonesa. Seu trabalho tem como enfoque as questões de igualdade de gênero e direitos humanos. Em 2020, apareceu na lista de 100 pessoas mais influentes do mundo do ano pela Time.